# Громадянський опір
Громадянський опір — це політична дія або акція, яка спирається на використання ненасильницького опору цивільними групами для зміни певної влади, сили, політики чи режиму. Громадянський опір діє через заклики до противника, тиск і примус: він може включати систематичні спроби підірвати джерела влади противника, як внутрішні, так і міжнародні. Форми дій можуть включати демонстрації, чатування та петиції, страйки, бойкот, еміграційні рухи та створення паралельних інститутів управління. Мотивації рухів громадянського опору щодо уникнення насильства, як правило, пов'язані з контекстом, включаючи цінності суспільства та досвід війни чи насильства, а не з якимись абсолютними етичними принципами. В історії випадки громадянського опору можна зустріти як проти тиранічних правителів, так і проти демократично обраних урядів. Махатма Ганді першим використав його, щоб звільнити Індію від британського імперіалізму. Феномен громадянського опору часто пов'язують із розвитком демократії.

## Історичні приклади
Громадянський опір — давнє і широко поширене явище в історії людства. Кілька праць про громадянський опір застосовують історичний підхід до аналізу теми. Випадки цивільного опору, як успішного, так і невдалого, включають:
- Роль Мохандаса К. Ганді в індійському русі за незалежність у 1917–47
- Роль Мартіна Лютера Кінга в Русі за громадянські права в 1955–68
- Суданська революція проти військового режиму (лідер Ібрагім Абуд) -1958- 1964.
- Аспекти руху за громадянські права в Північній Ірландії в 1967–72
- Набіги на призовні комісії США на знак протесту проти війни у В'єтнамі, 1967—1971
- Суданська революція проти військового режиму (Джаффер Нумайрі) -1969- 1984.
- Революція гвоздик у Португалії 1974–5 років, підтримка військового перевороту 25 квітня 1974 року
- Іранська революція 1977–79 рр. до приходу Хомейні до влади в лютому 1979 р
- Польська Солідарність використовувала громадянський опір для протесту проти контрольованого СРСР уряду, навіть після численних репресій.
- Жовта революція на Філіппінах у 1980-х роках, яка скинула президента Маркоса
- кампанії проти апартеїду в Південній Африці, особливо до 1961 р., та в період 1983–94 рр.
- масова мобілізація проти авторитарного правління в Чилі Піночета, 1983–88
- протести на площі Тяньаньмень у 1989 році в Китаї
- різні рухи, що сприяли революціям 1989 року в Центральній та Східній Європі та розпаду Радянського Союзу в 1991 році
- кампанія проти панування Сербії в Косово, 1990–98 рр., що супроводжувалася війною
- революції в Сербії в 2000 р., Грузії в 2003 р. та Україні в 2004 р., всі вони передбачали успішний опір чинному уряду, який відмовився визнати свою поразку на виборах і намагався сфальсифікувати результати виборів
- Кедрова революція в Лівані в 2005 році після вбивства екс-прем'єр-міністра Рафіка Харірі 14 лютого 2005 року і заклики до виведення сирійських військових з Лівану
- демонстрації, в основному під керівництвом студентів і ченців, під час Шафранової революції в Бірмі в 2007 році
- протести на виборах президента Ірану 2009 року за свідченнями маніпуляцій з виборами на виборах у червні 2009 року

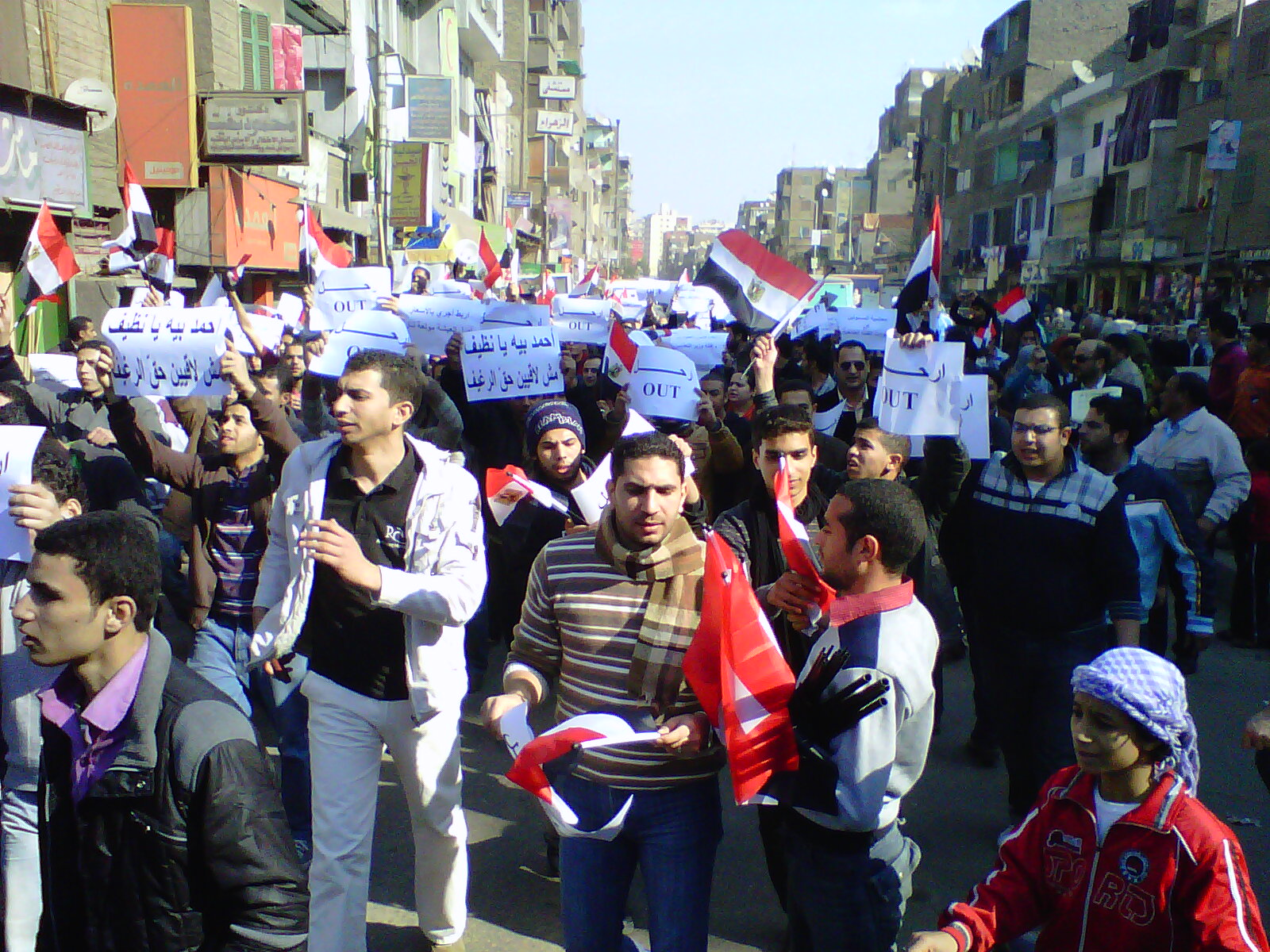
Єгипет, 25 січня 2011 р.: учасники маршу в Каїрі із знаками «OUT» на «День гніву» проти президента Мубарака. 11 лютого він покинув посаду.

- Арабська весна на Близькому Сході та в Північній Африці, що розпочалися в Тунісі в грудні 2010 р., а в 2011 р. призвели до падіння правителів в Тунісі, Єгипті, Лівії та Ємені. У деяких країнах рухи супроводжувалися війною (наприклад, Громадянська війна в Сирії та війна в Ємені) або шляхом повернення до військового правління, як в Єгипті в 2013 році після Єгипетської революції 2011 року
- рух 15-M або <i id="mwVg">Indignados</i>, який включав мирну окупацію площ по всій Іспанії в травні — червні 2011 р. та низку інших форм громадянської непокори з боку багатьох груп, які були створені або зміцнені після окупації майданів. Зокрема, Платформа для людей, які постраждали від іпотеки, або PAH .
- протести в парку Гезі в Туреччині в 2013 році на противагу планам міського розвитку, а також зазіханням уряду на свободу слова та секуляристські традиції Туреччини
- ранні етапи протестів Євромайдану в Україні в 2013–14 рр., які вимагали тіснішої інтеграції з країнами Європейського Союзу та відставки президента Віктора Януковича
- акції протесту в Гонконзі 2014 року, також відомі як «Революція парасольок», проти виборчої реформи 2014–15 в Гонконзі в Спеціальному адміністративному регіоні Гонконгу.
- Жіночі марші в США з січня 2017 року Жіночий марш, щоб протистояти сексистським заявам президента Дональда Трампа.

Численні кампанії, як успішні, так і невдалі, можуть бути включені в цей довгий список. У 1967 році Джин Шарп склав список з 84 випадків. У 2013 році Мацей Бартковський написав довгий список справ за останні 200 років, упорядкований за алфавітом за назвої країни.

## Термін «громадянський опір»

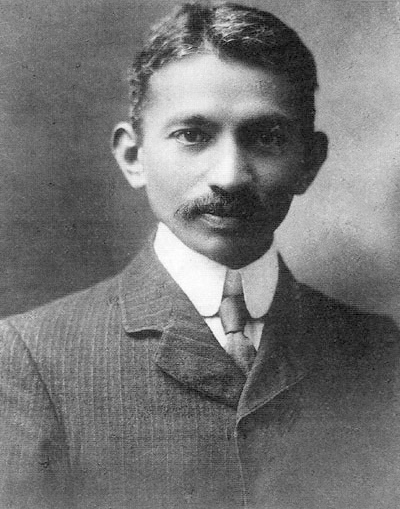
Ганді в Південній Африці приблизно в 1906—1909 рр. Згадуючи свої роки там, він згодом написав: "… Я виявив, що навіть громадянська непокора не змогла передати повного сенсу боротьби. Тому я використав термін «громадянський опір».

«Громадянський опір» є одним із відповідних термінів для використання у випадках, коли опір має громадянську якість, що стосується суспільства в цілому; це необов'язково акт непокори, але, натомість передбачає дію суспільства проти узурпаторів; де рішення не використовувати насильницькі методи базується не на загальній філософії ненасилля, а на широкому діапазоні пруденційних, етичних та правових міркувань; і де технічна та комунікаційна інфраструктура сучасного громадянського суспільства забезпечує засіб організації опору. Через такі міркування цей термін використовувався в цьому столітті в багатьох аналізах в академічних журналах.
Які саме переваги має термін «громадянський опір», на відміну від його майже синонімів «ненасильницькі дії» та «ненасильницький опір»? Усі ці терміни мають достоїнства і стосуються здебільшого одних і тих же явищ. Дійсно, на багатьох мовах існує довга історія використання найрізноманітніших термінів для опису цих явищ. Термін «громадянський опір» все частіше вживається з двох основних причин:
1. У ньому наголошується на позитивному (громадянські цілі; широке залучення громадянського суспільства; і цивільна на відміну від нецивільної поведінки), а не негативному (уникнення застосування насильства).
2. Можливо, ефективніше, ніж такі терміни, як «ненасильницький опір», він передає, що уникнення насильства з метою досягнення певної цілі не обов'язково пов'язане із загальною вірою в «ненасилля» за будь-яких обставин, а також з філософією «гандизму», а скоріше виникає з конкретних цінностей та обставин відповідного суспільства.

## Ефективність
Нелегко розробити метод доказу стосовно успіху різних методів боротьби. Часто виникають проблеми з ідентифікацією даної кампанії як успішної чи невдалої. У 2008 році Марія Дж. Стефан та Еріка Ченовет підготували широко відому статтю на тему «Чому працює цивільний опір», найбільш ретельний та детальний аналіз (на той час) рівня успішності кампаній ненасильницького громадянського опору порівняно з кампаніями насильницького опору. Ознайомившись із понад 300 випадками обох видів кампаній, з 1900 по 2006 рік, вони дійшли висновку, що «методи ненасильницького опору, швидше за все, будуть більш успішними, ніж насильницькі методи у досягненні стратегічних цілей».

## Причини використовувати цивільний опір

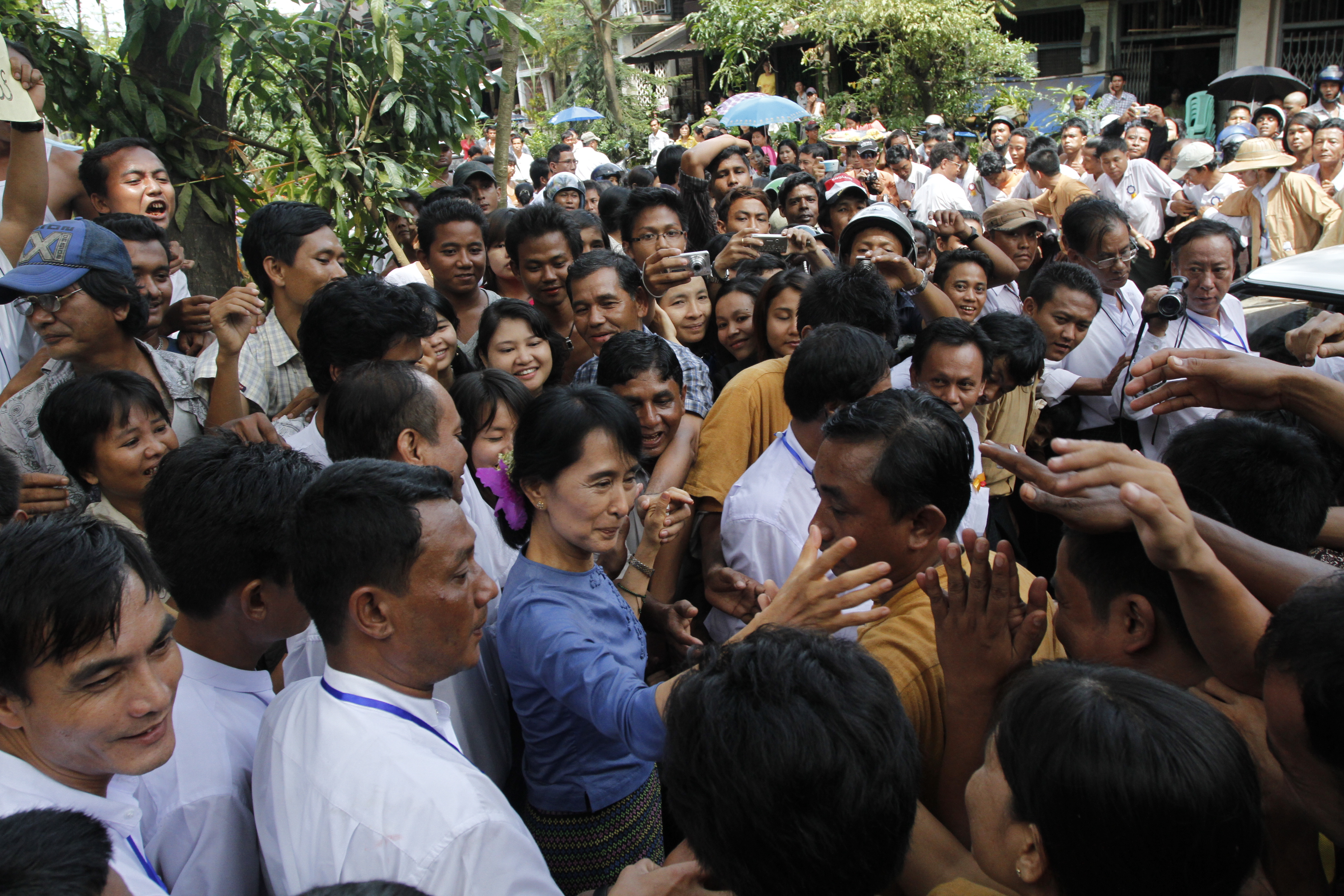
Аун Сан Су Чжі, бірманська продемократична лідерка, вітаючи прихильників із штату Баго, Бірма, 14 серпня 2011 року. Вона заявила, що її приваблював ненасильницький громадянський опір не з моральних причин, а «з практичних політичних мотивів». Фото: Htoo Tay Zar

Деякі лідери боротьби закликали використовувати ненасильницькі методи з етичних міркувань, тоді як інші наголошували на практичних міркуваннях. Деякі вказували, що обидва ці фактори мають бути враховані — і що вони часто збігаються.
У своєму розділі «Паломництво до ненасилля» Мартін Лютер Кінг-молодший дав особливо багатогранний виклад різних міркувань, досвіду та впливів, що становили його «інтелектуальну одісею до ненасилля». У 1954 р. це призвело до інтелектуального переконання, що «ненасильницький опір був однією з найпотужніших видів зброї, доступною пригнобленим людям у їхніх пошуках соціальної справедливості».
Часто представники влади кажучи, що громадянський опір є просто фронтом для більш зловісних сил, іноді натякають на планування та направлення з-за кордону, на тісний зв'язок з тероризмом, імперіалізмом, комунізмом тощо. Класичним випадком було звинувачення СРСР у тому, що Празька весна 1968 року та громадянський опір після вторгнення радянських військ у серпні 1968 року були результатом махінацій Заходу. Подібним чином президент Сирії Башар Асад у березні 2011 року звинуватив «ворогів» у використанні «дуже складних інструментів» для підриву стабільності Сирії; і президент Росії Володимир Путін у своїх виступах у 2014 році описав події в Україні як іноземний вплив. Такі звинувачення у зловісній владно-політичній причетності часто висуваються без переконливих доказів.
Майкл Рендл визначив основну складність стратегій, які прагнуть поєднати використання насильницьких та ненасильницьких методів в одній і тій же кампанії: "Очевидною проблемою використання змішаної стратегії в ході реальної боротьби є те, що динаміка військового та громадянського опору на деяких рівнях діаметрально протилежні одне одному ".